# 포에버모어 (드라마)
《포에버모어》(영어: Forevermore)는 2014년 10월 27일부터 2015년 5월 22일까지 방영중인 필리핀의 드라마이다.